# Why Don't We Try Again
Why Don't We Try Again è un singolo del cantante britannico Brian May, pubblicato nel 1998 come terzo estratto dal secondo album in studio Another World.

## Tracce
1. Why Don't We Try Again – 5:23 (Brian May)
2. Only Make Believe – 2:38 (Conway Twitty, Jack Nance)
3. F.B.I. – 3:11 (Hank Marvin, Bruce Welch)

## Formazione
Hanno partecipato alle registrazioni, secondo le note di copertina di Another World:
Musicisti
- Brian May – arrangiamento, voce, chitarra, basso, tastiera, programmazione
- Cozy Powell – batteria, percussioni

Produzione
- Brian May – produzione
- Justin Shirley-Smith – ingegneria del suono, coproduzione
- David Richards – registrazione aggiuntiva

## Classifiche
| Classifica (1998) | Posizione massima |
| ----------------- | ----------------- |
| Regno Unito       | 44                |